# Frida – med hjärtat mitt i handen
Frida - med hjärtat mitt i handen är en norsk spelfilm från 1991, baserad på en ungdomsroman av Torun Lian med samma namn. Filmen regisserades av Berit Nesheim. 
Berit Nesheim fick 1992 år Amandapris för filmen.

## Handling
Frida, 13 år, har hittat en bok av psykoanalytikern Erich Fromm med namnet "Kunsten av kjærligheten". Utifrån den börjar hon förbättra sin relation med sin familj och sina vänner. 

## Roller
- Frida - Maria Kvalheim
- Ellinor Svendsen - Elsa Lystad
- Karl - Helge Jordal
- Lärare Skar - Jan Hårstad
- Kristian - Anders Bratlie
- Kaisa - Cathrine Bang
- Nils - Erik Magnus Ekjord
- Geir - Robert Fiskvik
- Andreas - Lasse Halvorsen
- Raymond - Christoffer Haug
- Bentes pappa - Erik Hivju
- Bente - Ellen Horn
- Lars - Fritjof Nielsen
- Martin - Kristian Mejdell Nissen
- Camilla - Elisabeth Eide Olsen